# Paralacydes furcatulata
Paralacydes furcatulata là một loài bướm đêm thuộc phân họ Arctiinae, họ Erebidae.